# Faculdade de Farmácia da Universidade Federal de Minas Gerais

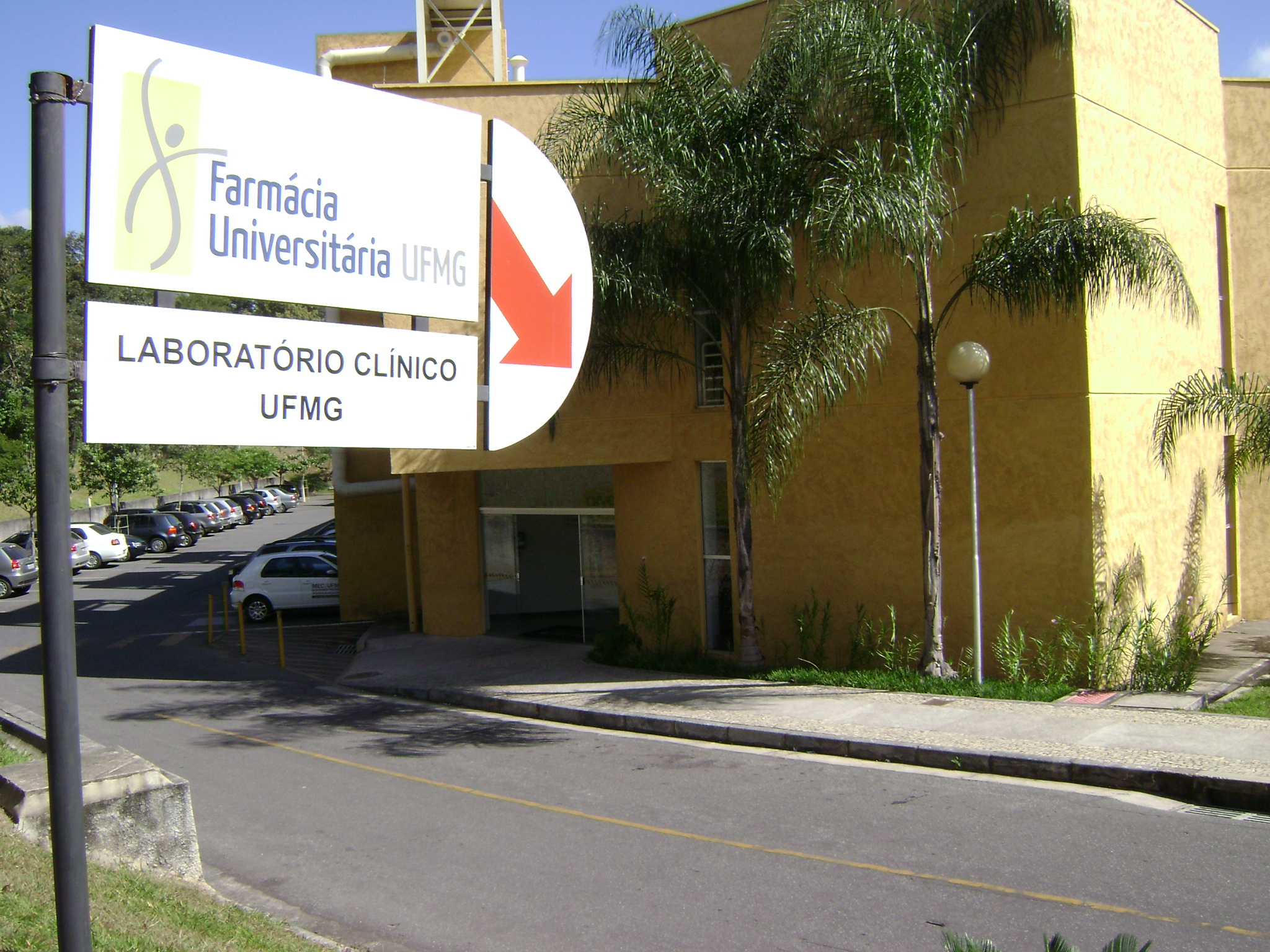
Entrada da faculdade.

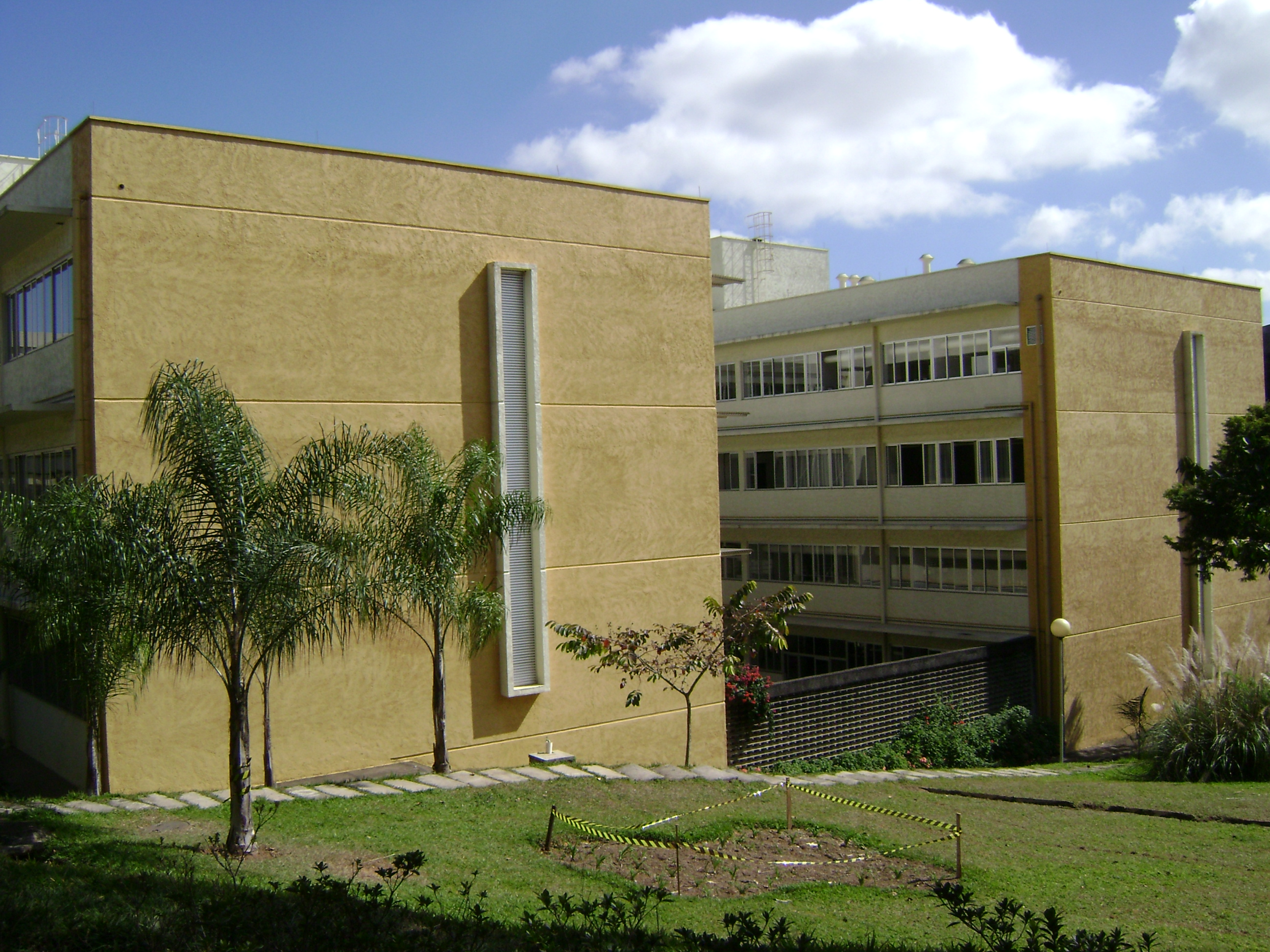
Vista parcial do edifício da faculdade.

A faculdade de Farmácia da Universidade Federal de Minas Gerais é uma instituição localizada dentro do campus Pampulha da universidade.
Nela é lecionada o curso de Biomedicina e o curso de Farmácia.

## História
O curso de Farmácia era inicialmente vinculado ao de Odontologia, e funcionava na Escola Livre de Odontologia de Belo Horizonte, sediada na rua Timbiras. Instalada em 1916 e programada para durar três anos, a escola formou seus dez primeiros farmacêuticos em 1918.
No ano seguinte, sua sede é transferida para a rua da Bahia, e oito anos mais tarde, em 7 de setembro de 1927, foi um dos cinco cursos a dar origem à então Universidade de Minas Gerais (UMG). Em 1953, no bairro Cidade Jardim, o bacharelado em Farmácia ganha a denominação de Farmácia-Química, e tem sua duração estendida em um ano. Dez anos depois, a escola se transforma na Faculdade de Farmácia e Bioquímica, tendo, logo em seguida, adicionado ao currículo as ênfases em Análises Clínicas e Farmácia Industrial.
As atividades de pós-graduação iniciaram-se em 1974 com a criação da especialização em Ciências de Alimentos. Em 1984, surgiram os departamentos de Farmácia Social, Produtos Farmacêuticos, Alimentos e Análises Clínicas e Toxicológicas. Sete anos mais tarde, foi criado o programa de Pós-graduação em Saúde Pública, e em 1995, o de Ciências Farmacêuticas. Em 2004 a Faculdade transferiu sua sede para o campus Pampulha.
Em 2010 teve início o curso de Biomedicina, área do conhecimento voltada para a condução de estudos e pesquisas no campo de interface com Medicina, Biologia e Farmácia-Bioquímica, relacionado com as pesquisas das doenças humanas, seus fatores ambientais e ecoepidemiológicos, na busca das suas causas, prevenção, diagnóstico e tratamento. O curso é noturno, com duas entradas anuais de 20 estudantes. A graduação em Biomedicina tem duração prevista de cinco anos e meio. Nos cinco primeiros períodos, as disciplinas de formação básica são cursadas, principalmente, no Instituto de Ciências Exatas (ICEx) e no Instituto de Ciências Biológicas (ICB) da UFMG. A partir do quinto período, os estudantes passam a cursar matérias específicas na área de análises clínicas e toxicológicas, como hematologia, microbiologia, parasitologia, toxicologia ambiental, etc. ofertadas na Faculdade de Farmácia.

## Ex-alunos destaque
- Aluísio Pimenta
- Carlos Drummond de Andrade
- Helena Greco
- José Elias Murad
- Tomaz Aroldo da Mota Santos